# Sant'Onofrio al Gianicolo
Sant'Onofrio al Gianicolo ou Igreja de Santo Onofre no Janículo é uma igreja titular localizada no Janículo, parte do rione Trastevere, em Roma, Itália, dedicada a Santo Onofre e igreja oficial da Ordem do Santo Sepulcro, uma ordem de cavalaria papal. Uma capela lateral é dedicada especificamente à ordem e um antigo grão-mestre, Nicola Canali, está sepultado ali.
A igreja abriga ainda o monumento funerário de Torquato Tasso, autor de "Gerusalemme Liberata", o poema épico que reconta os feitos dos cruzados que lutaram para reconquistar o Santo Sepulcro. Depois de vagar por toda a Itália, o poeta solicitou e conseguiu abrigo no mosteiro de Santo Onofre e passou ali os últimos anos de sua vida.
O último cardeal-presbítero protetor do título de Santo Onofre foi Carlo Furno.

## História
A igreja foi construída em 1439 no local de um antigo eremitério que era parte do mosteiro enclausurado dos jerônimos que existia ali desde o século XV ou XVI. Por trás do pórtico renascentista estão três lunetas pintadas por Domenichino em 1605 para comemorar os eremitas que viveram ali com cenas da vida de São Jerônimo. A igreja abriga também uma "Madona de Loreto", de Agostino Carracci, sua única obra numa igreja de Roma, e afrescos da "Vida de Maria", atribuídos a Baldassare Peruzzi.
Na primeira capela à direita está uma "Anunciação", de Antoniazzo Romano, e um "Pai Eterno" atribuído também a Peruzzi. Na segunda estão afrescos e estuques de Giovanni Battista Ricci (1605) e uma peça-de-altar da "Madona de Loreto", obra do estúdio de Annibale Carracci. Perto do altar-mor está o monumento a Giovanni Sacco atribuído à escola de Andrea Bregno, com afrescos de "Santa Ana ensinando a Virgem a Ler", de um pintor desconhecido de escola úmbria. O teto da sacristia está decorado por um afresco de Girolamo Pesci e as paredes, por uma pintura do "Beato Pedro de Pisa", de Francesco Trevisani. Na abside estão afrescos da "Vida de Maria" atribuídos a Peruzzi por Giorgio Vasari. Na terceira capela da esquerda está o monumento do cardeal Filippo Sega, cujo retrato é de Domenichino. No teto da segunda está um afresco da "Trindade" de Francesco Trevisani. Finalmente, na primeira capela à esquerda está o monumento a Torquato Tasso (1857), de Giuseppe Fabris.
O claustro anexo foi construído em meados do século XV e está decorado por afrescos de Cavaliere d'Arpino e outros com cenas da vida de Santo Onofre. Foi neste local que o poeta Torquato Tasso morreu em 25 de abril de 1595, um dia depois de ter sido laureado no Monte Capitolino. O mosteiro abriga o Museo Tassiano, com manuscritos e edições de suas obras. Entre as coleções está ainda sua máscara funerária.
Desde a década de 1950, a igreja está sob os cuidados da congregação americana da Congregação Franciscana da Penitência e é a única comunidade da ordem na Europa continental.

## Galeria

Imagens da igreja
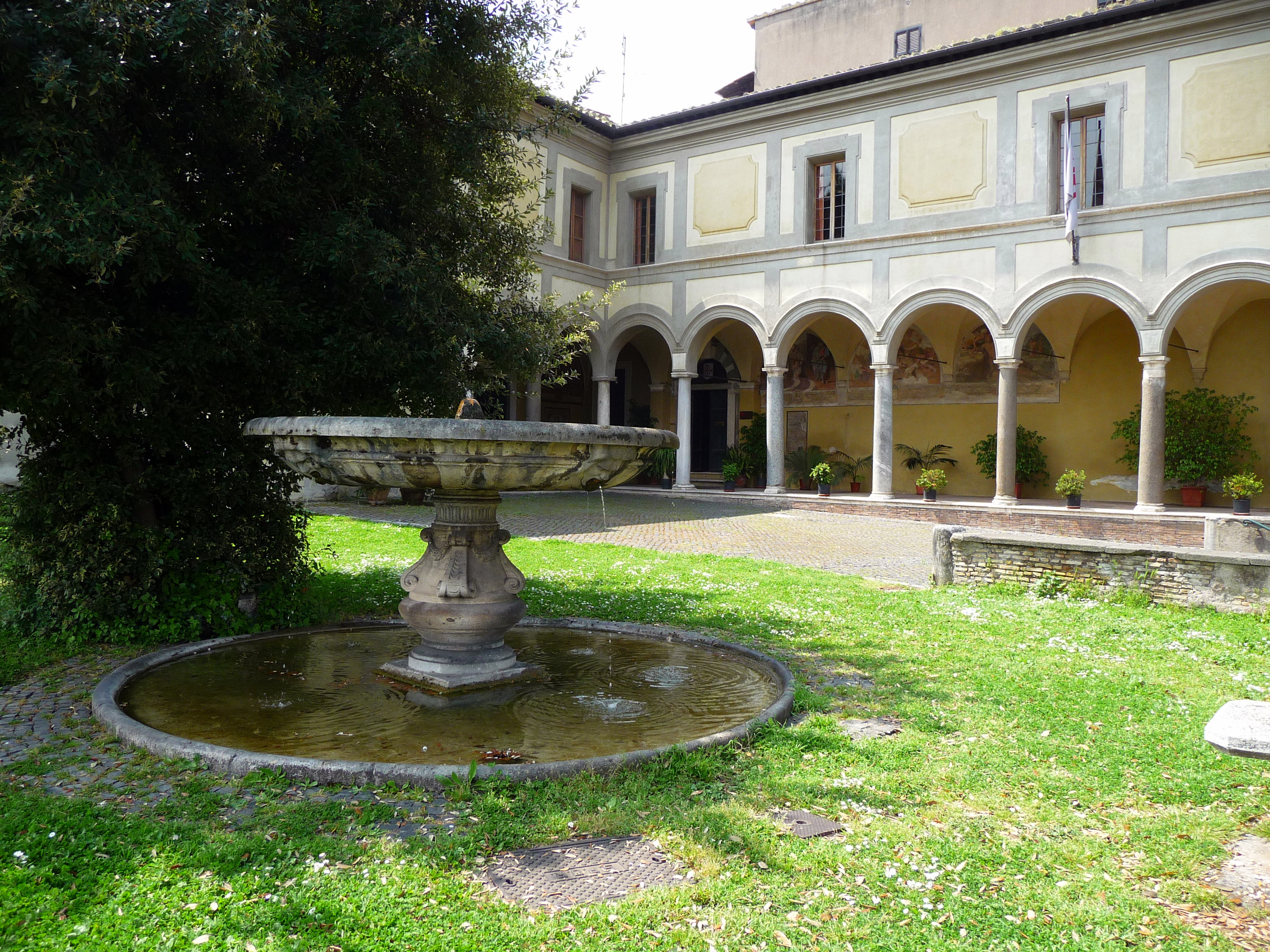
Claustro externo
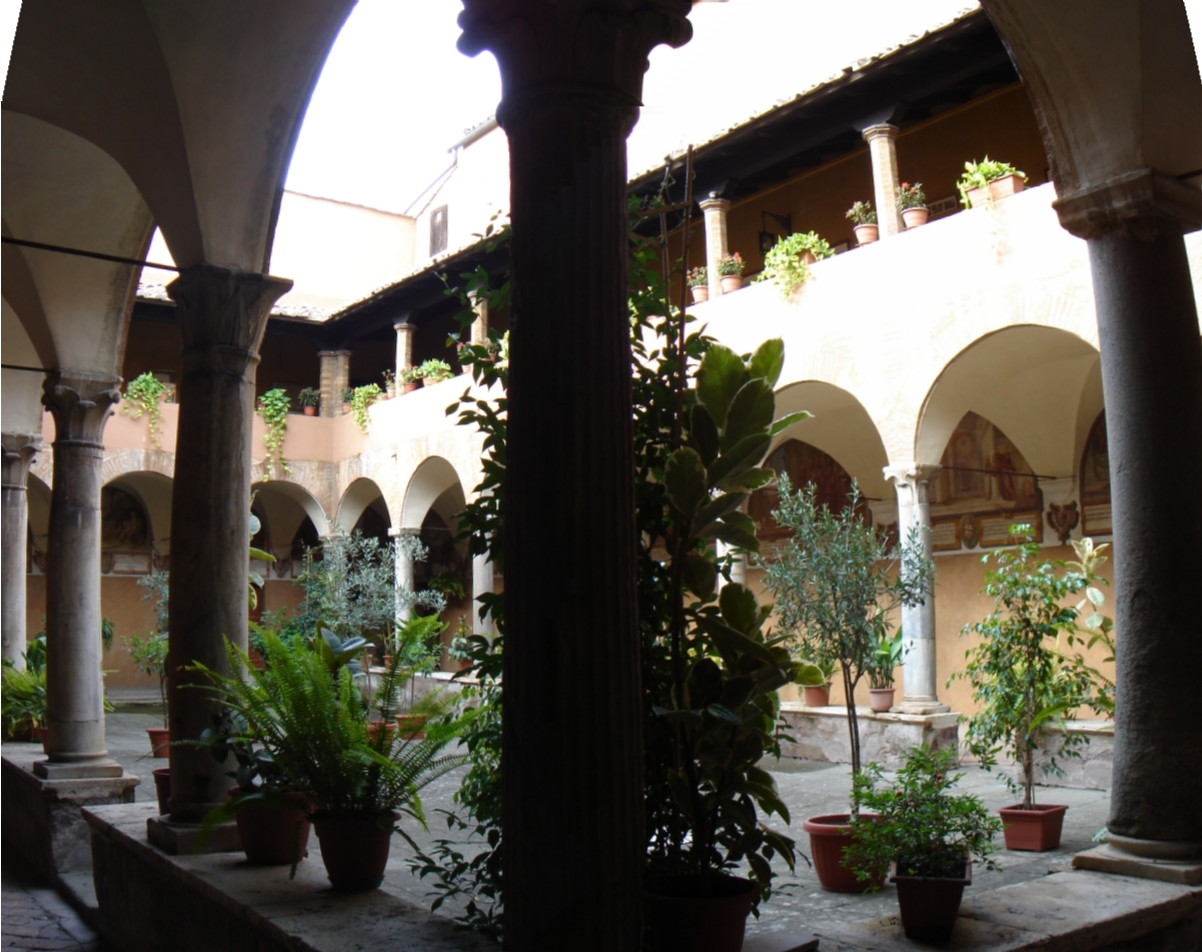
Claustro interno
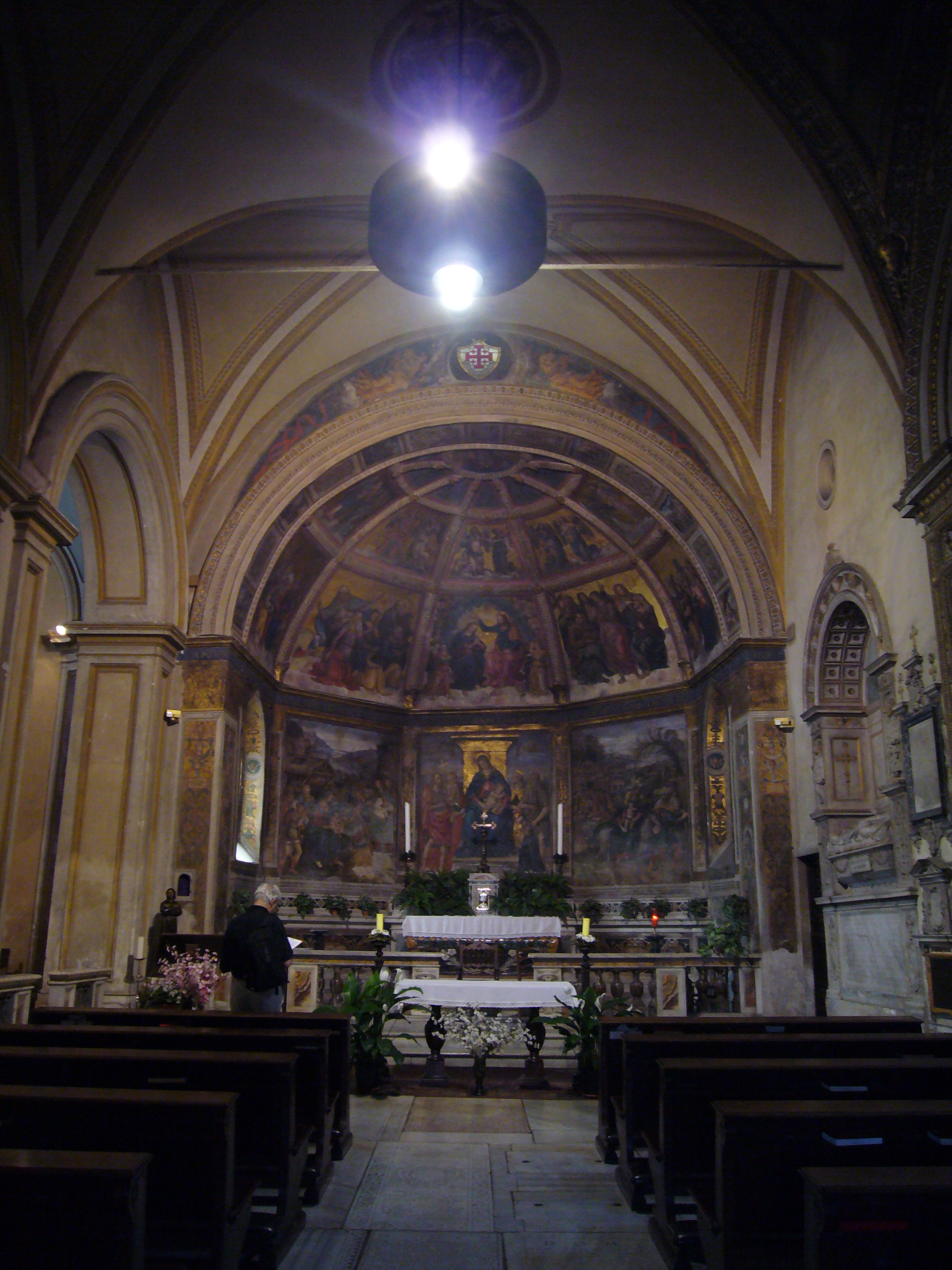
Vista do interior
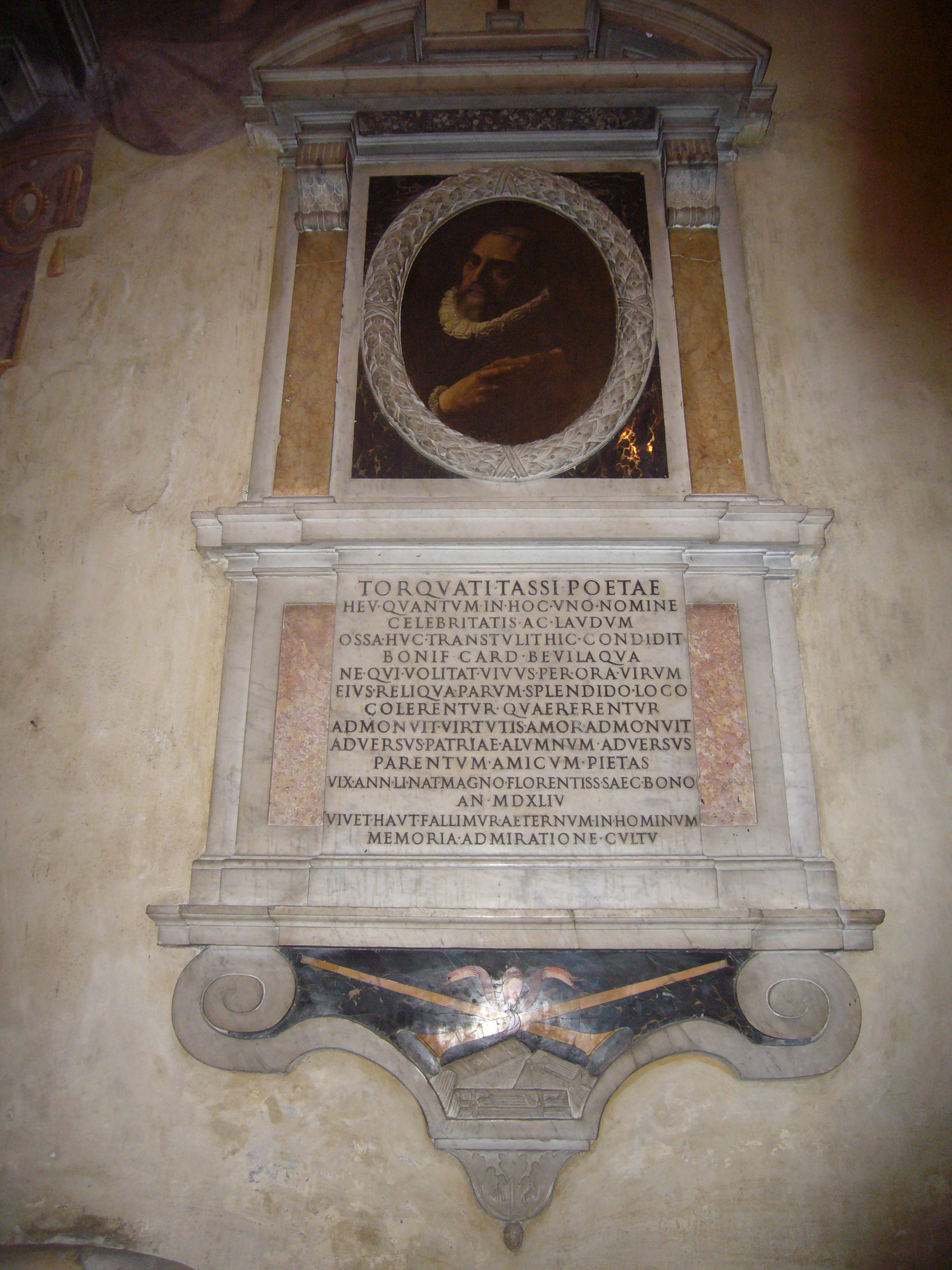
Túmulo de Torquato Tasso
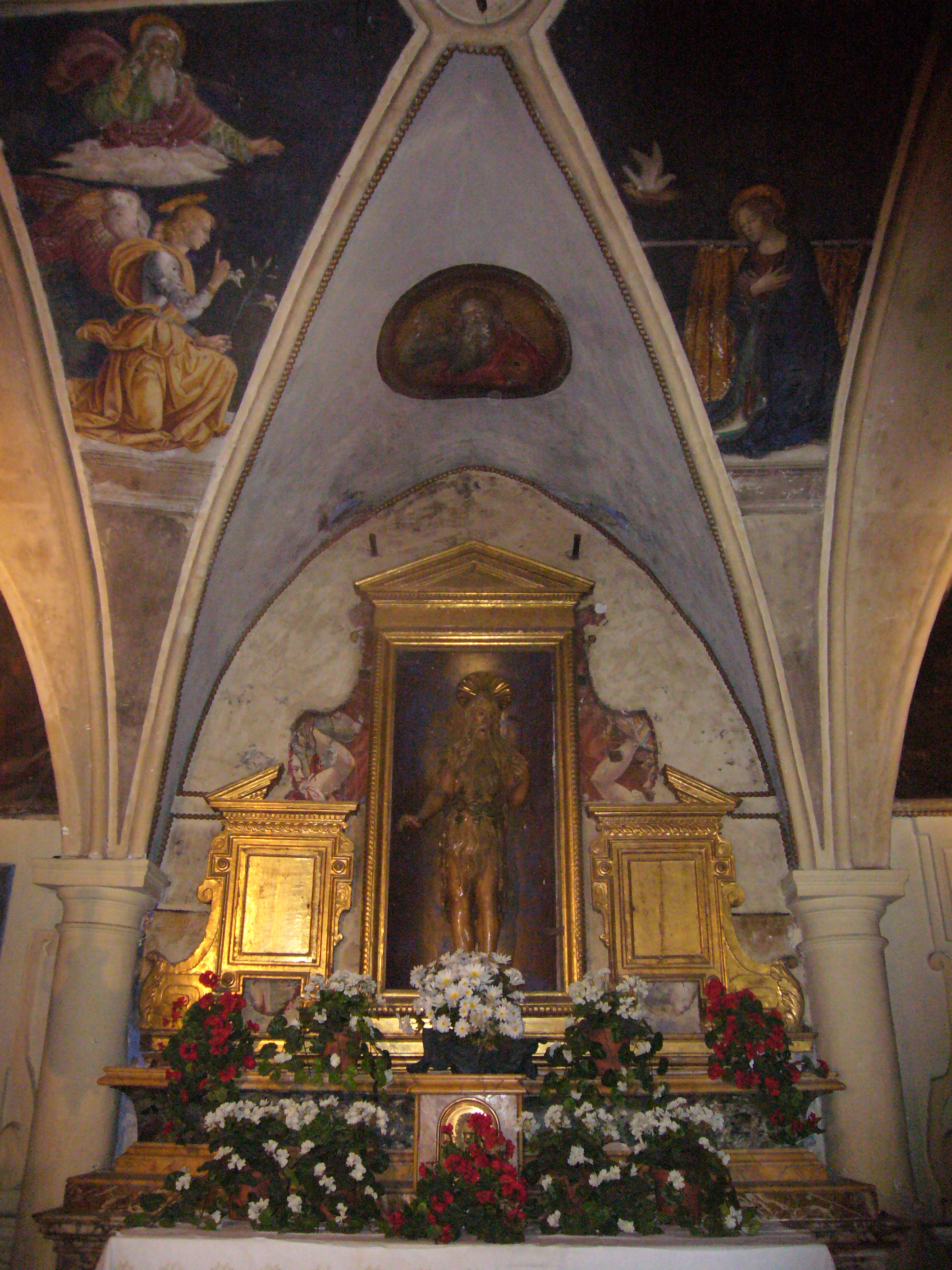
Capela de Santo Onofre